# Kiko Amat
Francisco de Asís Amat Romeu, bekannt als Kiko Amat (* 1971 in Sant Boi de Llobregat, Barcelona), ist ein spanischer Journalist und Schriftsteller.

## Biografie
Amat verließ die Schule mit 17 Jahren und verbrachte dann fünf Jahre in London. Er schreibt regelmäßig auf seiner Website "Bendito Atraso" und gibt zusammen mit seinem Bruder Uri Amat die Fanzeitschrift "La Escuela Moderna" heraus. Außerdem legt er innerhalb des Hungry Beat Kollektivs Platten auf. Er schreibt kritische Artikel für verschiedene Presseoutlets, wie die Zeitung La Vanguardia, ihre Beilage Cultura/S sowie die Zeitschriften GO (bis 2005) und Rockdelux.

## Schriftstellerischer Werdegang
Im Jahr 2003 veröffentlichte er seinen ersten Roman, El día que me vaya no se lo diré a nadie, den er selbst als „eine etwas untypische Liebesgeschichte“, die von den Begegnungen und Missverständnissen eines phantasielosen jungen Mannes mit Octavia, dem Mädchen, das in der Metro Durchsagen macht, erzählt. Im Allgemeinen wurde der Roman von der Kritik gut aufgenommen. Als seine wichtigsten Einflüsse nannte Amat englischsprachigen Autoren wie Colin MacInnes und Richard Brautigan. Ein weiterer wichtiger Einfluss ist für Amat die Popmusik. Über seinen ersten Roman sagte er: „Ich wollte, dass jedes Kapitel die Unmittelbarkeit eines derer dreiminütigen Punkrock-Songs hat, die mich am meisten beeindruckt haben.“
2007 erschien der zweite Roman von Kiko Amat mit dem Titel Cosas que hacen BUM, der von der Faszination Pànic Orfilas für eine bewaffnete Gruppe anarchistischer Dandys aus dem Viertel Gràcia (los Vorticistas) in Barcelona und deren explosiven Plänen erzählt. Anfang 2009 erschien der dritte Band namens Rompepistas, über das Erwachsenwerden einer Gruppe von Skins und Punks in einem Vorort von Barcelona im Jahr 1987. Nach Angaben des Autors bilden die drei Romane eine Trilogie über das Erwachsenwerden und die Jugend.
Die Kritiker haben Kiko Amat als „Pop-Romancier“ eingestuft, und sein literarisches Aufgebot mit dem anderer Autoren wie Javier Calvo, Juan Francisco Ferré, Julián Rodríguez und Agustín Fernández Mallo in Verbindung gebracht. Der Autor seinerseits lehnt diese aber ab und nannte in einem Interview Francisco Casavella und Carlos Herrero als Autoren, denen er sich eher verbunden fühlt. Für sein Buch Rompepistas erhielt er 2010 den Premio Mandarache.
Im Jahr 2012 veröffentlichte er Eres el mejor, Cienfuegos, ein tragikomisches Porträt der Krise der 40er Jahre vor dem Hintergrund der als in Spanien unter 15-M bekannten Protestbewegung.

## Werke
- El día que me vaya no se lo diré a nadie (Anagrama, 2003). ISBN 9788433923912
- Cosas que hacen BUM (Anagrama, 2007). ISBN 9788433923943
- Rompepistas (Anagrama, 2009). ISBN 9788433923950
- L'home intranquil: 35 dies en familia d'un neurotic entusiasta (Columna, 2010). ISBN 9788466412896
- Mil violines (y otras crónicas sobre pop y humanos) (Reservoir Books, 2011). ISBN 9788439723356
- Eres el mejor, Cienfuegos (Anagrama, 2012). ISBN 9788433924018
- La soledad del corredor de fondo (Beitrag zum Übersetzungswerk von Mercedes Cebrián, aus dem Original von Alan Sillitoe. Impedimenta, 2013). ISBN 9788415578369
- Chap, Chap (Blackie Books, 2015). ISBN 9788416290277
- Antes del huracán (Anagrama, 2018). ISBN 9788433938985
- Revancha (Anagrama, 2021). ISBN 9788433999177
- Los Enemigos (Rancour, 2021). B-12.922-2021